# The Papercut Chronicles II
The Papercut Chronicles II es el quinto álbum del grupo de hip hop Gym Class Heroes. Es la secuela de The Papercut Chronicles y fue lanzado a través de Decaydance, Warner Bros. y Fueled by Ramen el 15 de noviembre de 2011.

## Sencillos
El primer sencillo oficial fue "Stereo Hearts", que cuenta con la colaboración de Adam Levine de Maroon 5. Se hizo disponible para descarga en iTunes el 15 de junio de 2011, y llegó al 4º puesto de la Billboard Hot 100. 
El primer sencillo promocional fue "Life Goes On" con Oh Land. Se hizo disponible para descarga en iTunes el 18 de octubre de 2011. 
El segundo sencillo oficial fue "Ass Back Home" con Neon Hitch. Se hizo disponible para descarga en iTunes el 8 de noviembre de 2011. 
El segundo sencillo promocional, "The Fighter" con Ryan Tedder de OneRepublic, se hizo disponible para descarga en iTunes el 23 de mayo de 2012.
El tercer sencillo oficial, “Martyrial Girl$”, fue liberado el 27 de agosto de 2012, contando así con su respectivo video.

## Lista de canciones
| N.º | Título                                             | Productor(es) | Duración |  |
| 1.  | «Za Intro»                                         |               | 1:33     |  |
| 2.  | «Martyrial Girl$»                                  |               | 3:37     |  |
| 3.  | «Life Goes On» (con Oh Land)                       |               | 4:12     |  |
| 4.  | «Stereo Hearts» (con Adam Levine)                  |               | 3:31     |  |
| 5.  | «Solo Discotheque (Whiskey Bitness)»               |               | 4:02     |  |
| 6.  | «Holy Horseshit, Batman!!»                         |               | 3:41     |  |
| 7.  | «Ass Back Home» (con Neon Hitch)                   |               | 3:42     |  |
| 8.  | «Nil-Nil-Draw»                                     |               | 3:15     |  |
| 9.  | «Lazarus, Ze Gitan»                                |               | 3:51     |  |
| 10. | «The Fighter» (con Ryan Tedder)                    |               | 3:49     |  |
| 11. | «Kid Nothing and the Never-Ending Naked Nightmare» |               | 8:23     |  |